# Quartetto per archi n. 2 (Borodin)
Il Quartetto per archi n. 2 in re maggiore fu composto da Aleksandr Porfir'evič Borodin nel 1881.

## Storia della composizione
Borodin scrisse velocemente il quartetto nel 1881, mentre era ospite di un suo amico, Nikolaj Lodyženskij, anch'egli compositore, nella sua residenza a Žitovo, a sud-est di Mosca. Il quartetto fu dedicato alla moglie Ekaterina. Alcuni allievi di Borodin, così come il biografo del compositore Sergej Dianin, ritengono che il quartetto fosse un dono per il ventesimo anniversario della coppia, e che il programma evocasse il loro primo incontro a Heidelberg. Il terzo movimento Notturno è il più famoso, e in parte fu adattato, negli anni Cinquanta del Novecento, per la canzone And This Is My Beloved nel musical di Broadway Kismet. La prima esecuzione del pezzo ebbe luogo il 9 marzo 1882 a San Pietroburgo, da parte del quartetto della Società Musicale Russa.

## Struttura della composizione
Il quartetto è diviso in quattro movimenti:
1. Allegro moderato in re maggiore e tempo 2/2, di 304 battute;
2. Scherzo: Allegro in fa maggiore e tempo 3/4, di 299 battute;
3. Notturno: Andante in la maggiore e tempo 3/4, di 180 battute;
4. Finale: Andante - Vivace in re maggiore e tempo 2/4, di 671 battute.

Il primo movimento è scritto in forma sonata, con temi caratterizzati da un intenso lirismo. Anche il secondo movimento, lo Scherzo, si presenta in forma sonata, anziché nella più usuale forma tripartita. Il tema secondario di questo movimento fu liberamente utilizzato nella canzone Baubles, Bangles, & Beads del musical Kismet. Il tema principale del terzo movimento Notturno è probabilmente il più famoso del quartetto. La musica del Notturno fu utilizzata per la colonna sonora del cortometraggio Disney del 2006 La piccola fiammiferaia. Il Finale, scritto anch'esso in forma sonata, dimostra la maestria di Borodin nell'uso del contrappunto.